# プラガーシュ
プラガーシュは、インド北部ジャンムー・カシミール州で結成された、同国初のガールズバンドである。2012年12月に開催されたバンド合戦で優勝し一躍有名となったが、女性の音楽活動がイスラム教に反するとして宗教指導者層などから反発を呼び、2013年2月に解散するに至った。度重なる活動停止の圧力の末に解散を余儀なくされたことで、女性の表現の自由が損なわれたとしてインド国内で議論が巻き起こった。プラガーシュとは「最初の灯」といった意味である。

## 歴史
2012年12月、ギタリストのアニーカ・カリドら16歳前後のイスラム教徒の女子高生3人によりジャンムー・カシミール州にて結成。2012年12月に州都シュリーナガルで開催された音楽祭に登場し、ベスト・パフォーマンス賞を受賞した。
しかしジャンムー・カシミール州はインド国内で唯一イスラム教徒が多数を占める土地であり、イスラム保守勢力からは西洋文化をカシミールに広めるものとして批判が広がった。バンドのメンバー3人にはFacebookにて嫌がらせのメールが送りつけられるなど、インターネットを通じて活動中止を求めた脅迫や中傷が相次ぐようになった。脅迫メッセージの中には、2012年12月にニューデリーで発生した集団強姦事件を引き合いに出したレイプ予告さえあった。このためバンドはライブの自粛を余儀なくされた。
こうした批判に対し、芸能人やオマル・アブドゥッラー州政府首相はバンドを擁護。アブドゥッラーは安全を保証すると約束するなど活動継続を訴えた。
2013年2月3日、州の大ムフティー（イスラム教最高指導者）であるバシルディン・アフマド師がロックバンドは破廉恥で不謹慎であり、反イスラム的であるとして活動中止を求めるファトワー（宗教的見解）を発行した。アフマドはメディアなどに対し、女性が公共の場において、男の面前で歌うべきではなく、歌いたければ家の中で歌えばよいなどと主張した。これに対してアブドゥッラー州政府首相は脅しに屈することなく、バンドの活動を継続するよう希望する声明を発表したほか、脅迫メッセージに対する警察による捜査を約束する一方でファトワーを発行したアフマドに対する取り調べは行わないとし、これには国内メディアから州政府はファトワーにも毅然と対応すべきだとの批判が出た。インド国民会議やインド人民党といった主要政党もバンドを擁護する見解を示した。
バンド側も当初は活動継続を宣言していたが、2月5日になってファトワーを尊重するとしてバンドの解散を発表。メンバーのうち一人がバンドを離れ、ほとぼりが冷めるまで州外の親類宅に身を寄せることもあわせて発表された。ギタリストのカリドは州外で音楽活動を行う可能性を否定し、音楽を諦めたとコメントした。

## 与えた影響
インドでは2012年にニューデリーで集団強姦事件が発生するなど、女性差別を背景とした事件が社会問題化していた。このためバンドを解散に追い込んだ一連の圧力は、女性の表現の自由を無視したものとしてインド国内の政党や人権団体から批判が続出するなど論争を呼んだ。

## メンバー
- ノマ・ナジル・バット - ボーカル、ギタリスト[8]
- ファラ・デーバ - ドラマー[8]
- アニーカ・カリド - ギタリスト[5][8]